# CM Punk
Phillip Jack Brooks (ur. 26 października 1978 w Chicago) – amerykański wrestler, zawodnik MMA i komentator. Występuje w federacji World Wrestling Entertainment.
Debiutował jako zawodowy wrestler w 1999. Od 2005 występował w WWE, gdzie wykreował swój gimmick straight edge i osiągnął Triple Crown Championship. W 2011 wygłosił słynne promo, które zacierało granicę między kayfabe, a rzeczywistością i jako pierwsze w historii zostało określone mianem Pipe bomb. W 2014 został zwolniony z powodu fiaska negocjacji nowej umowy z WWE i podpisał kontrakt z organizacją mieszanych sztuk walki Ultimate Fighting Championship (UFC). Stoczył dwie walki MMA i obie przegrał. Od 2018 jest komentatorem walk MMA w organizacji Cage Fury Fighting Championships (CFFC). W 2021 powrócił do profesjonalnego wrestlingu, podpisując kontrakt z konkurencją federacji WWE, All Elite Wrestling (AEW). 25 listopada 2023 na gali Survivor Series: WarGames (2023) powrócił do WWE.

## Wczesne życie
Urodził się 28 października 1978 w Chicago w stanie Illinois jako Phillip Jack Brooks. Oświadczył na imprezie WWE w Dublinie w Irlandii, że ma irlandzkie pochodzenie i machał irlandzką flagą na środku ringu. Jego ojciec miał pochodzenie angielskie, niemieckie i irlandzkie. Jego matka, Harriett Jadwiga (Kowalski), urodziła się w Breitenfelde w Niemczech w polskiej rodzinie i mieszkała w obozie przesiedleńczym Wentorf; przeniosła się do USA z rodziną w ok. 1951.
Wychował się w Lockport w Illinois. Od najmłodszych lat był fanem wrestlingu i razem z braćmi oraz przyjaciółmi urządzał na swoim podwórku pokazy backyard wrestlingu prezentowane pod nazwą The Lunatic Wrestling Federation. W tym czasie zyskał pseudonim ringowy CM Punk, którego później używał przez całą swoją profesjonalną karierę wrestlerską. CM oznacza Magnes na laski (ang. Chick Magnet), a Punk odnosi się do subkultury Punku. Pseudonim ten został mu nadany, gdy musiał zastępować partnera tag teamowego wrestlera o pseudonimie CM Venom. Punk zrezygnował z uczestnictwa w przedsięwzięciu The Lunatic Wrestling Federation, oskarżając swojego brata, Marka Brooksa, o defraudację.

## Kariera wrestlerska

### Różne organizacje niezależne w latach 1999–2005

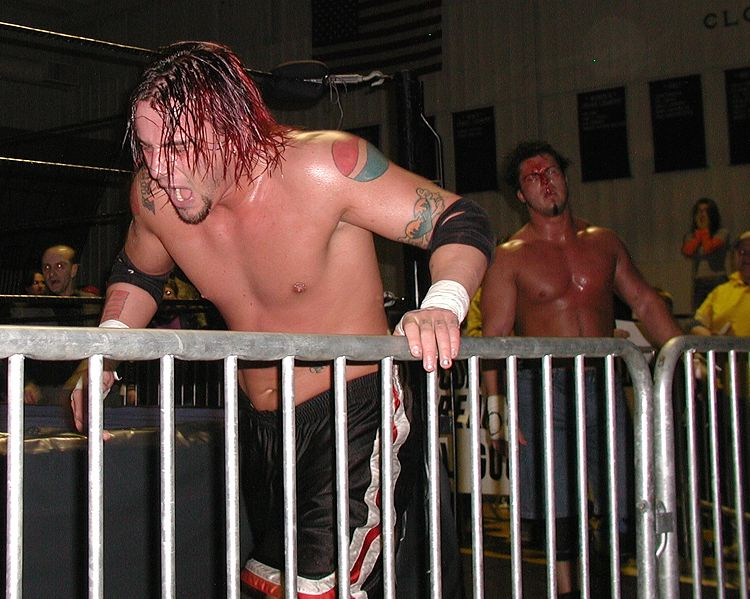
CM Punk (z przodu), walczący na gali NWA Midwest przeciwko Danny’emu Dominionowi (z tyłu)

Był trenowany przez Ace Steela i Danny’ego Dominiona w szkole wrestlingu Steel Domain Wrestling School. Debiutował w 1999. Na początku swojej kariery walczył w takich organizacjach jak St. Paul Championship Wrestling (SPCW) i Mid-American Wrestling (MAW), należał do stajni Goonies, a typowym dla niego strojem były poplamione dżinsy, kamizelka i damskie rajstopy na głowie. 22 listopada 2000 przegrał walkę przeciwko Adamowi Pearce’owi, w związku z czym, zgodnie z wcześniejszymi ustaleniami, musiał odejść z MAW.
W 2000 wziął udział w organizowanym przez IWA Mid-South turnieju IWA Mid-South Sweet Science Sixteen, ale przegrał w drugiej rundzie. Od 2001 występował w tej organizacji regularnie. Dwukrotnie zdobył mistrzostwo IWA Mid-South Light Heavyweight: 9 czerwca 2001, pokonując Marka Wolfa, i 3 listopada 2001, pokonując Tareka The Great. 5 grudnia 2001 pokonał Chrisa Hero w walce o IWA-Mid South World Championship. 10 dni później pokonał Colta Cabanę w finale turnieju o mistrzostwo Mid-American Wrestling World Heavyweight. Harley Race był gościnnym sędzią w tej walce.
1 marca 2002 pierwsze panowanie CM Punka jako głównego mistrza IWA Mid-South zakończyło się przegraną z Eddiem Guerrero. Był to Triple threat, w którym brał udział także Rey Mysterio. Punk odzyskał mistrzostwo, wygrywając starcie rewanżowe następnego dnia. Do końca 2002 był już czterokrotnym mistrzem: po wygraniu Gauntlet Matchu 26 października 2002 i pokonaniu BJ Whitmera 14 grudnia 2002.
28 grudnia 2002 pokonał Colta Cabanę w walce o kontrakt z organizacją Ring of Honor. Po kilku nieemitowanych w telewizji walkach, stoczonych w organizacji WWE w maju 2003, zacżął występować w organizacjach Ring of Honor (ROH) i National Wrestling Alliance-Total Nonstop Action (TNA). W ROH utworzył z Coltem Cabaną stajnię The Second City Saints, a w TNA The Gathering z Ravenem i Julio Dinero. Gdy TNA zaczęło naciskać na Punka, aby zakończył współpracę z ROH, Punk zrezygnował ze współpracy z TNA na rzecz ROH. W kolejnych miesiącach występował także w IWA Mid-South, Pro Wrestling Guerrilla i Internation Wrestling Cartel.
15 maja 2004 CM Punk i Colt Cabana jako The Second City Saints zdobyli mistrzostwo drużynowe Ring of Honor Tag Team Championship. Stracili je 7 kwietnia, przegrywając z Havana Pitbulls. 23 października CM Punk pokonał AJ Stylesa w walce o IWA-Mid South Heavyweight Championship, które posiadał do 4 lutego 2005, kiedy przegrał je w pojedynku przeciwko Danny’emu Danielsowi. W 2005 zaczął występować we Florida's Full Impact Pro i ponownie w nieemitowanych w telewizji galach WWE.
18 lipca pokonał Austina Ariesa w walce o mistrzostwo ROH Championship i stał się heelem. Bronił tytułu w pojedynkach przeciwko między innymi Samoa Joe, Christopherowi Danielsowi i Mickowi Foleyowi. W końcu 12 sierpnia James Gibson pokonał Punka i odebrał mu mistrzostwo.

### World Wrestling Enterteinment (2005–2014)

#### Ohio Valley Wrestling (2005–2006)
W czerwcu 2005 ogłoszono, że CM Punk podpisał kontrakt rozwojowy z WWE. Wkrótce został przydzielony do terytorium rozwojowego Ohio Valley Wrestling (OVW). 9 listopada 2005 pokonał Kena Doane w walce o mistrzostwo OVW Television Championship. Jego panowanie zakończyło się 4 stycznia 2006, gdy Aaron Stevens wygrał walkę Triple threat przeciwko niemu i Brentowi Albrightowi. 3 maja 2006 pokonał Brenta Albrighta i został nowym posiadaczem głównego mistrzostwa OVW. Przegrał tytuł 30 sierpnia 2006 w walce przeciwko Chetowi the Jet.

#### Extreme Championship Wrestling (2006–2008)

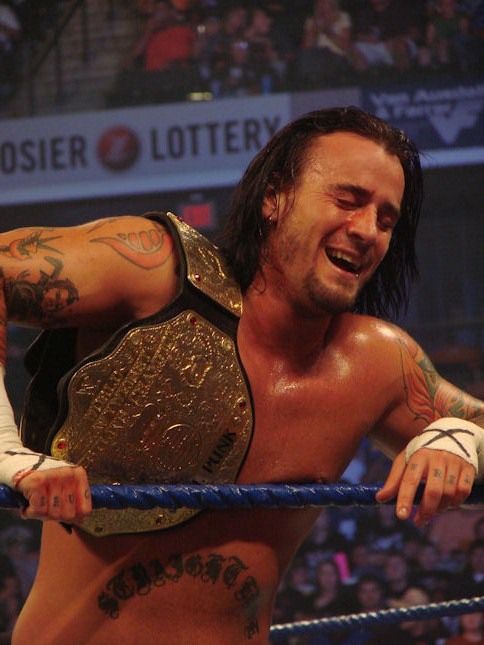
CM Punk z pasem mistrzowskim World Heavyweight Championship na gali Summerslam w 2008

W 2006 debiutował w brandzie WWE ECW, gdzie rozwinął swój gimmick przedstawiciela ruchu straight edge. Wykreował wówczas swój finisher Go To Sleep (z ang. Idź spać) Przez pięć miesięcy był niepokonany, aż do starcia przeciwko Hardcore Holly’emu. 4 września 2007 pokonał Johna Morrisona i przejął pas ECW Championship. Wkrótce wziął udział w walce drużynowej na Survivor Series w 2006, głównej walce na Royal Rumble w 2007 i w walce typu Money in the Bank ladder match na WrestleManii 23 w 2007. W końcu przegrał pas mistrzowski w styczniu 2008, kiedy z powodu interwencji Edge’a przegrał walkę przeciwko Chavo Guerrero.
30 marca 2008 na gali WrestleMania XXIV wygrał walkę typu Money in the Bank ladder match o gwarancję walki o mistrzostwo w dowolnym wybranym przez zwycięzcę momencie w ciągu dwunastu kolejnych miesięcy. W 2008 odpadł z turnieju King of the Ring po przegranej walce przeciwko Williamowi Regalowi.

#### Pierwsze mistrzostwa w WWE (2008–2009)
W lipcu 2008 w wyniku Draftu został przydzielony do brandu Raw. Tydzień później wykorzystał swoją nagrodę, zdobytą na Money in the Bank ladder match, i zarządził walkę o mistrzostwo przeciwko osłabionemu przez Batistę Edge’owi. Punk wygrał i przejął World Heavyweight Championship. Stracił je około dwóch miesięcy później. Mimo statusu byłego mistrza, Punk przegrywał znaczącą część walk i w końcu zdecydował się przejść do dywizji drużynowej. Utworzył tag team z Kofim Kingstonem i razem zdobyli mistrzostwo World Tag Team Championship 27 października. Stracili je 13 grudnia.
19 stycznia 2009 pokonał Williama Regala w walce o mistrzostwo Intercontinental. Stracił je 9 marca, przegrywając walkę z JBL-em. 5 kwietnia 2009 na WrestleManii XXV wygrał kolejny Money in the Bank ladder match. Nagrodę wykorzystał 7 czerwca na Extreme Rules, by przejąć mistrzostwo od Jeffa Hardy, który dopiero co przejął pas World Heavyweight Championship. Tym razem posiadał mistrzostwo do 26 lipca, gdy przegrał walkę rewanżową na Night of Champions. Kolejny raz Punk pokonał Hardy’ego i przejął tytuł na gali SummerSlam z 23 sierpnia. Tym razem stracił je 4 października na gali Hell in a Cell, przegrywając z The Undertakerem. W międzyczasie, 23 września, został przeniesiony do brandu Smackdown.

#### The Straight Edge Society (2010)

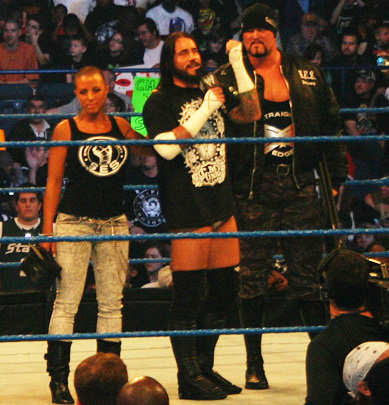
The Straight Edge Society: Serena Deeb (z lewej), CM Punk (w środku) i Luke Gallows (z prawej)

W 2010 założył stajnię o nazwie Straight Edge Society, która była kreowana na ruch podobny do kultu religijnego, promujący wartości straight edge. Przystępując do kultu pretendenci musieli zgolić swoje włosy, choć sam Punk nosił wówczas fryzurę i zarost upodobniające go do Jezusa Chrystusa. Początkowo do stajni należeli tylko CM Punk i Luke Gallows. Często w czasie gal rekrutowali osoby z widowni. Jedną z tych osób była Serena Deeb, rekrutowana 22 stycznia, która po dołączeniu została nową menedżerką grupy. 25 kwietnia do drużyny przyłączył się również wrestler Joey Mercury, który występował jako tajemniczy zamaskowany poplecznik CM Punka do czasu zdemaskowania go 23 lipca przez Big Showa. Grupa rywalizowała między innymi z Reyem Mysterio, Kane’em i Big Showem.
Zamaskowany wrestler Rey Mysterio zasugerował, że skoro wszyscy członkowie Straight Edge Society muszą golić głowę na łyso, to CM Punk też powinien to zrobić i wyzwał lidera stajni na pojedynek, z którym był związany zakład – gdyby wygrał Mysterio, CM Punk musiałby się ogolić na łyso, a gdyby CM Punk wygrał, Ray Mysterio musiałby zdjąć maskę publicznie i dołączyć do drużyny Punka. Walkę na gali Over The Limit wygrał Mysterio. CM Punk jednak, nie chcąc ujawnić jak wygląda bez włosów, i czy w ogóle spełnił postanowienia zakładu, zaczął występować pod czarną maską z logami Straight Edge Society. 16 lipca 2010 Big Show zdemaskował Punka i siłą odsłonił jego łysinę w odcinku SmackDown.
15 sierpnia 2010 na gali SummerSlam Big Show pokonał wszystkich trzech męskich członków drużyny w walce typu Handicap match. Grupa zaczęła się rozpadać 3 września, gdy niezadowolony ze zbyt wielu niepowodzeń Gallowsa, Punk zaatakował go swoim finisherem Go To Sleep, a następnie 24 września pokonał w pojedynku.

#### Rywalizacja z Johnem Ceną (2011)
4 października 2010 CM Punk został przeniesiony do brandu Raw przez Anonimowego menedżera generalnego i dołączył do ekipy komentatorskiej obok Michaela Cole’a i Jerry’ego Lawlera. 13 grudnia 2010, gdy odbierał nagrodę Slammy za nikczemność, oświadczył, że ktoś zadarł z nim za kulisami i wkrótce Punk się na nim zemści. 20 grudnia opuścił sekcję komentatorów i zaatakował Johna Cenę. Punk wyjaśnił, że zrobił to, ponieważ agresja jest jedynym, co John Cena rozumie. Ten incydent zapoczątkował ich wielomiesięczną rywalizację. 27 grudnia ujawnił, że został nowym liderem grupy The Nexus. W międzyczasie rywalizował o przywództwo z Wade’em Barrettem.
30 stycznia 2011, dzięki pomocy The Nexus CM Punk przetrwał najdłużej w głównej walce na gali Royal Rumble, 35 minut i 22 sekundy. W pojedynku oficjalnie udział brali także członkowie The Nexus: Husky Harris, Michael McGillicutty, David Otunga i Mason Ryan. Wspólnie wyeliminowali kilkunastu zawodników, do momentu, gdy John Cena wyeliminował cały The Nexus, z CM Punkiem włącznie. 20 lutego na gali Elimination Chamber Punk miał szansę wygrać główną walkę przeciwko pięciu zawodnikom i zostać głównym pretendentem do mistrzostwa WWE Championship. Walkę tę wygrał jednak John Cena. 20 czerwca CM Punk wygrał pojedynek typu Triple threat przeciwko Albertowi Del Rio i Reyowi Mysterio. Nagrodą była szansa na walkę o mistrzostwo WWE Championship przeciwko ówczesnemu mistrzowi, Johnowi Cenie. Tego samego dnia Punk zapowiedział, że jego kontrakt wygasa 17 lipca, ale zamierza odejść z WWE z tytułem mistrzowskim.

#### Pipe Bomb (2011)

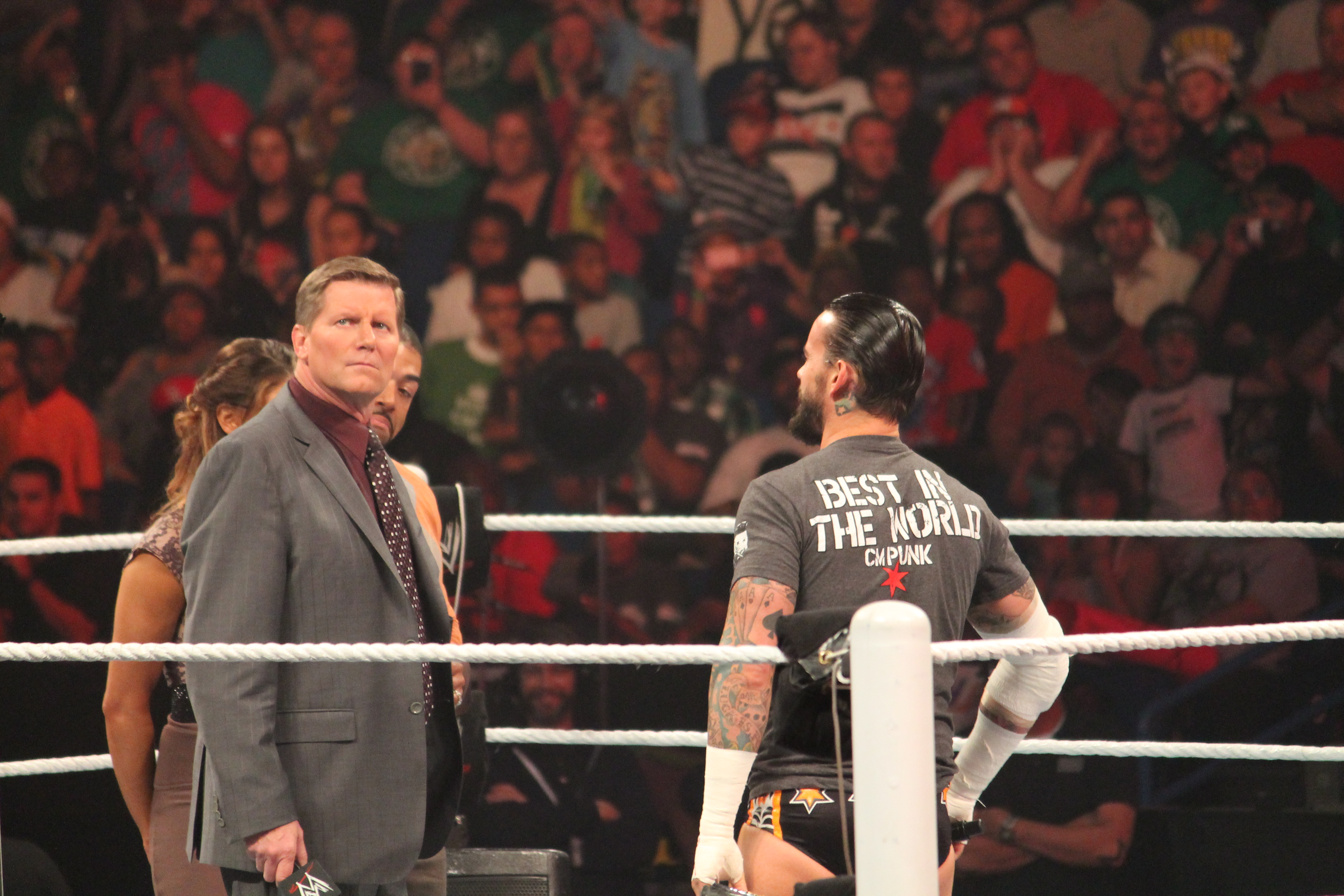
CM Punk (z prawej) w czasie konfrontacji z Johnem Laurinaitisem (z lewej)

27 czerwca wtargnął na ring i pomógł R-Truthowi pokonać Johna Cenę w pojedynku typu Tables match. Potem wziął mikrofon, usiadł w wejściu na arenę i wygłosił długą przemowę.
Powiedział, że zanim odejdzie z firmy, jest wiele rzeczy, które chciałby wyrzucić z siebie. Zakwestionował on talent Johna Ceny i zarzucił mu, że zawdzięcza swoją pozycję głównie temu, że spoufala się z prezesem WWE, Vince’em McMahonem. Dodał też, że tak samo postępowali Hulk Hogan i Dwayne Johnson. W tym momencie pomachał do kamery i powiedział, że przełamuje czwartą ścianę. Następnie powiedział, że do WWE rekrutował go Paul Heyman i że podobnie było z niepracującym już wówczas w firmie Brockiem Lesnarem. CM Punk wyraził opinię, że jest niedoceniany i niewystarczająco promowany, mimo udowodnienia, że na to zasługuje. Winą za to obarczył McMahona. Powiedział też, że po zdobyciu głównego mistrzostwa WWE może go bronić w New Japan Pro-Wrestling albo wrócić do Ring of Honor. Zarzucił fanom, że wspierają WWE, mimo że firma zwykle podejmuje niewłaściwe decyzje. McMahonowi natomiast zarzucił, że otacza się potakiwaczami, takimi jak John Lauranitis. Pod koniec przemowy powiedział, że chciałby wierzyć, że firma stanie się lepsza po śmierci Vince’a McMahona, ale prawdopodobnie tak nie będzie, bo przejmie ją jego idiotyczna córka Stephanie McMahon, jego kretyński zięć Triple H i reszta jego głupiej rodziny. Na końcu chciał coś powiedzieć o jednej z kampanii społecznych WWE, ale jego mikrofon został wyłączony.
Przemowa CM Punka była szeroko komentowana w przemyśle związanym z wrestlingiem, a także w mediach mainstreamowych. Często nazywana jest jednym z najlepszych promo w historii. Popularnie została nazwana Pipe Bomb (bomba rurowa). Określenie to stało się pojęciem związanym z wrestlingiem, używanym w odniesieniu do każdej tyrady, która zdaje się łamać reguły kayfabe i być wymierzona w kluczowe osoby związane z organizacją wrestlingu.
Media związane z wrestlingiem wielokrotnie spekulowały na temat tego w jakim stopniu przemowa CM Punka była przygotowana i wyreżyserowana przez WWE, a w jakim stopniu była prawdziwym przejawem buntu. Również osoby związane z firmą deklarują niepewność co do tego. Pipe bomb CM Punka poruszał tematy uważane za tabu w WWE, takie jak krytyka polityki kadrowej, wspominanie o konkurencyjnych firmach i odnoszenie się do prawdziwych wydarzeń, mających miejsce za kulisami. Dodatkowo wyraz niezadowolenia z powodu kreowania Johna Ceny na najlepszego zawodnika odnosił się do popularnej wówczas krytyki ze strony fanów. Znaczna część tego co powiedział CM Punk pokrywała się z jego krytyką WWE po zakończeniu kariery wrestlerskiej. Będący w zarządzie WWE Triple H oświadczył, że Pipe Bomb był całkowicie ustawiony i w przeciwnym razie wyłączyłby Punkowi mikrofon znacznie wcześniej. Przez pewien czas na oficjalnej stronie internetowej WWE znajdowała się informacja, że CM Punk został zawieszony za nieprofesjonalne zachowanie.

#### Pierwsze panowanie jako mistrz WWE Heavyweight (2011)

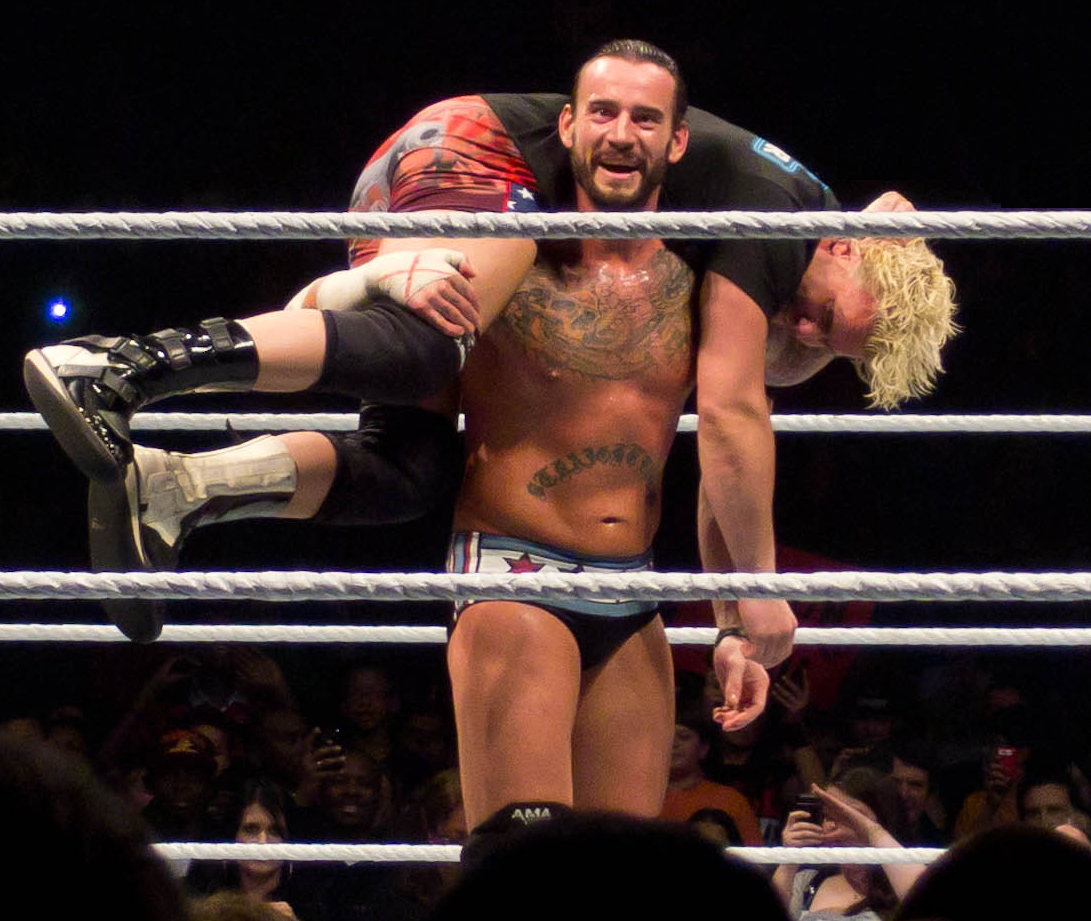
CM Punk przymierzający się do wykonania swojego finishera Go to sleep na Dolphie Zigglerze w 2011

4 lipca 2011 prezes WWE Vince McMahon ogłosił, że odwiesza CM Punka i jego planowana walka o mistrzostwo jest nadal aktualna. Jednocześnie ostrzegł Johna Cenę, że jeśli przegra walkę, zostanie zwolniony.
17 lipca 2011 na gali Money in the Bank odbyła się walka CM Punka i mistrza WWE Johna Ceny. Vince McMahon chciał nagiąć zasady, by uniemożliwić Punkowi zwycięstwo, ale Cena chciał wygrać honorowo i przeszkodził McMahonowi w oszustwie. Ostatecznie walkę wygrał CM Punk. Wtedy Vince McMahon nakazał Alberto Del Rio wykorzystać kontrakt zdobyty w walce typu Money in the Bank ladder match, aby szybko wyzwać Punka na pojedynek i go pokonać, ale Punk zdołał uciec.
Po rzekomym odejściu CM Punka z WWE Vince McMahon uznał mistrzostwo za zwakowane i ogłosił turniej, mający wyłonić nowego mistrza. 25 lipca 2011 turniej wygrał Rey Mysterio, który natychmiast został wyzwany na pojedynek i pokonany przez Johna Cenę. Po zwycięstwie Cena celebrował w ringu zostanie nowym mistrzem, jednak w tym momencie na arenę wszedł CM Punk, nosząc swój pas mistrzowski i przy dźwiękach swojego nowego motywu muzycznego Cult of Personality (z ang. Kult jednostki) zespołu Living Colour. W tym momencie był już face’em. Okazało się, że Triple H wynegocjował z Punkiem nowy kontrakt. Jednocześnie zadecydował, że żaden z mistrzów WWE nie zostanie pozbawiony tytułu. Zamiast tego CM Punk i John Cena stoczyli ze sobą pojedynek 14 sierpnia na gali SummerSlam. Triple H był sędzią specjalnym. Wygrał CM Punk, ponieważ Triple H nie zauważył, że Cena miał jedną stopę na linach, więc przypięcie nie powinno być uznane. Po walce Punk został zaatakowany przez powracającego wrestlera Kevina Nasha, a następnie Alberto Del Rio wykorzystał swój kontrakt z Money in the Bank ladder matchu, pokonał zmęczonego Punka w krótkim starciu i przejął mistrzostwo. Od tego czasu CM Punk rywalizował przeciwko Kevinowi Nashowi, Johnowi Cenie i Alberto Del Rio. 22 sierpnia John Cena pokonał Punka w walce o pierwszeństwo do starania się o WWE Championship. Następnie Triple H pokonał Punka 18 września na gali Night of Champions w walce typu No Disqualification. Gdyby Triple H przegrał, musiałby zgodnie z postanowieniami zakładu zrezygnować z funkcji zarządcy. The Miz i R-Truth pomagali Triple H-owi wygrać, a Kevin Nash interweniował tylko po to, by zaatakować obu uczestników pojedynku.

#### Drugie panowanie jako mistrz WWE (2011–2013)

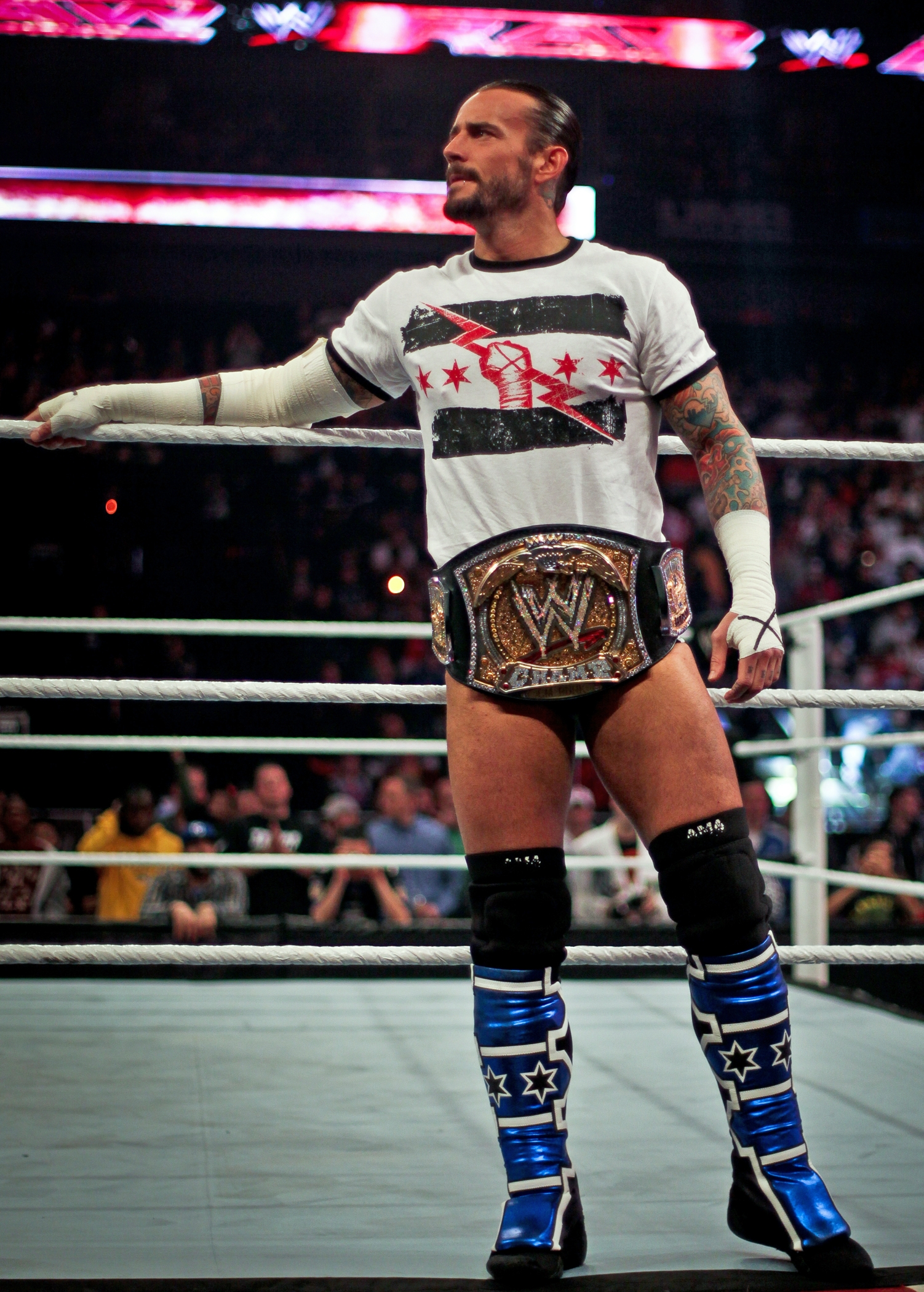
CM Punk w swoim charakterystycznym stroju i z pasem mistrzowskim WWE Championship w 2012

20 listopada 2011 na gali Survivor Series CM Punk pokonał Alberto Del Rio i przejął główne mistrzostwo WWE. Tym samym rozpoczęło się trzecie panowanie mistrzowskie CM Punka, które było w dodatku uznawane za rekordowe, wówczas najdłuższe w Epoce Współczesnej. Trwało łącznie 434 dni od 2011 do 2013. W czasie swojego panowania rywalizował z takimi zawodnikami jak Chris Jericho, Daniel Bryan, John Cena i Ryback. Bardzo rzadko jednak jego walki były głównymi wydarzeniami gal. W pewnym momencie uznał, że za mało uwagi poświęca się jego panowaniu, a za dużo rywalizacji Ceny i The Rocka, więc zaatakował tego drugiego w czasie tysięcznego odcinka WWE Raw. Przez resztę swojego panowania był heelem. Wtedy powołał tag team The Shield, złożony z Deana Ambrose’a, Romana Reignsa i Setha Rollinsa, którzy pomagali mu wygrywać w wyniku oszustw.
W końcu Rock postanowił mu odebrać główne mistrzostwo WWE. Obaj zmierzyli się 29 stycznia 2013 na gali Royal Rumble. W pojedynek interweniowała wierna Punkowi trzyosobowa grupa The Shield. Ponieważ nie była to pierwsza interwencja grupy w ważną walkę, wcześniej ustalono, że taka sytuacja poskutkuje odebraniem Punkowi pasa. Gdy jednak Vince McMahon pojawił się w wejściu na arenę aby ogłosić zmianę posiadacza tytułu, Rock zaprotestował i zażądał powtórzenia walki, ponieważ nie chciał przejmować mistrzostwa w wyniku dyskwalifikacji. McMahon zgodził się natychmiast powtórzyć walkę. Ostatecznie The Rock zwyciężył i przejął pas Punka. Punk otrzymał szansę odzyskania mistrzostwa 17 lutego na gali Elimination Chamber, ale i tym razem został pokonany przez The Rocka. 25 lutego Punk przegrał też z Johnem Ceną walkę o to który z nich będzie miał pierwszeństwo do starania się o tytuł Rocka.

#### Ostatnie wątki i zwolnienie (2013–2014)
W 2013 rywalizował przeciwko The Undertakerowi. Przed ich ostatecznym starciem, CM Punk szydził ze śmierci menedżera swojego przeciwnika, Paula Bearera. 7 kwietnia 2013 przegrał walkę przeciwko The Undertakerowi na gali WrestleMania 29. Po WrestleManii Punk zrobił sobie dwa miesiące przerwy od wrestlingu. Powrócił podczas gali Payback, która odbywała się w jego rodzinnym mieście. Pokonał on tam Chrisa Jericho. Od tego czasu był on już face’em. Na gali Money in the Bank wziął udział w sześcioosobowym ladder matchu o walizkę, jednak przegrał wskutek ataku jego dotychczasowego menadżera Paula Heymana, który zaatakował Punka drabiną. To zapoczątkowało kilkumiesięczny feud z Heymanem i jego klientami. Na SummerSlam przegrał No Disqualification match z Brockiem Lesnarem. Na Night Of Champions jego przeciwnikami byli mistrz Interkontynentalny Curtis Axel i Paul Heyman. Była to walka typu Handicap Elimination No Disqualification match. CM Punk dość szybko rozprawił się z Axelem, lecz kiedy miał wykończyć Heymana, to został zaatakowany przez Rybacka, który został nowym ''Paul Heyman Guyem''. Punkowi udało się jednak pokonać Rybacka na Battleground, a także na Hell In A Cell. Po walce z Rybackiem Punk ostatecznie rozprawił się z Heymanem na szczycie klatki Hell in a Cell. Następnie prowadził krótki feud w tag teamie z Danielem Bryanem przeciwko Wyatt Family, których pokonali na Survivor Series. Na Raw po gali został zaatakowany przez grupę The Shield z członkami, której zmierzył się na WWE TLC PPV w 3-on-1 Handicap matchu. Wyszedł zwycięsko z tego starcia dzięki temu, że Roman Reigns trafił Spearem w Deana Ambrose’a, zamiast w Punka. Feud był kontynuowany w następnych tygodniach. Do tej rywalizacji dołączył również Corporate Kane, który przydzielił Punkowi numer jeden podczas styczniowej gali Royal Rumble. Punk wyeliminował z tej walki Kane’a, jednak ten wrócił pod koniec walki i wyrzucił CM Punka z ringu i wykonał mu Chokeslam na stół komentatorski. Był to ostatni występ CM Punka w ringu WWE. Dzień później Punk odszedł z federacji wskutek niezadowolenia tym, w jakim kierunku zmierzała federacja.
15 lipca 2014 ogłosił na Twitterze, że nie pracuje już w WWE. Później w podcascie Colta Cabany wyznał, że został zwolniony przez WWE w dniu jego ślubu, po tym jak nie udało się wynegocjować zadowalających dla obu stron warunków nowego kontraktu i oświadczył, że na zawsze kończy z karierą wrestlerską. W tym samym podcaście oskarżył lekarza WWE, doktora Chrisa Amanna, o zatajanie informacji na temat jego stanu zdrowia. Amann pozwał CM Punka o zniesławienie, ale przegrał proces.

### All Elite Wrestling (2021–2023)

#### Panowania mistrza świata, kontuzje i zawieszenie (2021–2022)
W sierpniu 2021 roku podpisał kontrakt z AEW. Zadebiutował podczas specjalnego odcinka AEW Rampage "The First Dance" w Chicago, gdzie wygłosił, że wraca do profesjonalnego wrestlingu i wyzwał Darby’ego Allina do walki na All Out.
5 września na gali All Out stoczył on wcześniej zapowiedzianą walkę z Darbym Allinem, którą ostatecznie wygrał. Była to jego pierwsza walka wrestlerska po 7 latach. Po krótkim feudzie z Eddiem Kingstonem, którego Punk pokonał na Full Gear, Punk doświadczył swojej pierwszej porażki w AEW w lutym 2022, przegrywając z MJF-em w pojedynku na Dynamite po miesiącach feudów między nimi. Punk pokonał MJF-a na Revolution w Dog Collar matchu. 29 maja 2022 na gali Double or Nothing Punk pokonał Adama Page’a i wygrał mistrzostwo świata AEW. Pięć dni po zdobyciu tytułu Punk ogłosił 3 czerwca na odcinku Rampage, że robi sobie przerwę, aby wyzdrowieć po kontuzji stopy, ale pozostanie mistrzem. 10 sierpnia podczas specjalnego odcinka Dynamite w Quake by the Lake Punk powrócił i skonfrontował się z tymczasowym mistrzem świata AEW Jonem Moxleyem, rozpoczynając spór o tytuł. Walka mająca na celu wyłonienie niekwestionowanego mistrza świata AEW odbyła się 24 sierpnia na odcinku Dynamite, gdzie Moxley szybko i solidnie pokonał Punka. Po przyjęciu otwartego wyzwania Moxleya, kto zmierzy się z nim we wrześniu 2022 roku na All Out, Punk pokonał Moxleya na tej gali i po raz drugi wygrał mistrzostwo świata AEW.
W medialnym scrum po gali, CM Punk miał problemy z niektórymi członkami mediów wrestlingowych, gdy omawiał problemy za kulisami z kolegami z AEW. Punk po raz pierwszy opisał Scotta Coltona (Colt Cabana) jako kogoś, kto „nie chciał widzieć mnie na szczycie”, przedyskutował swoje pozwy przeciwko sobie i powiedział, że „nie przyjaźni się z tym facetem od co najmniej 2014 roku, późno 2013”. Później Punk stwierdził, że Colton „współdzieli konto bankowe ze swoją matką, co mówi ci wszystko, co musisz wiedzieć o tym, jaki to jest charakter”. Punk zaprzeczył plotkom, jakoby próbował zwolnić Coltona, co potwierdził prezes AEW Tony Khan. Punk skrytykował również „nieodpowiedzialnych ludzi, którzy nazywają siebie EVP” (wiceprezesami wykonawczymi AEW są Kenny Omega i The Young Bucks, Matt i Nick Jackson), mówiąc, że „nie mogliby kurwa zarządzać Targetem” i oskarżył ich o „szerzenie kłamstw i bzdur i umieszczanie ich w mediach, że zwolnił [Colta Cabanę], kiedy mam z nim wszystko do cholery, nie chcę mieć z nim nic wspólnego. Nie obchodzi mnie, gdzie pracuje, gdzie nie pracuje. Gdzie je, gdzie śpi”. Punk później wskazał, że próbował „sprzedać bilety, zapełniając areny”, podczas gdy EVP zachowywali się jak „głupi faceci [którzy] myślą, że są w Resedadzie”, gdzie miała swoją siedzibę Pro Wrestling Guerrilla.
Następnie Punk skrytykował "Hangman" Adama Page’a jako „pustogłowego, pieprzonego, durnego skurwysyna”, który w ogólnokrajowej telewizji zaczął „zajmować się biznesem dla siebie” i dalej nawiązywał do Page’a jako „ktoś, kto nie zrobił nic cholernego w tym biznesie [który] naraził na niebezpieczeństwo pierwszy dom za milion dolarów, który ta firma zabrała mi z pleców”. Punk powiedział później w odniesieniu do Page’a: „Nasza szatnia, pomimo całej mądrości i błyskotliwości, jaką ma, nie jest warta gówna, gdy masz pustego idiotę, który nigdy nie robił niczego w biznesie, przeprowadzaj publiczne wywiady i mówisz, Ja tak naprawdę nie słucham rad”. Punk określił MJF-a jako „niezwykle utalentowaną osobę”, ale powiedział również, że MJF „lubi srać tam, gdzie je, zamiast podlewać trawę”.
Wiele publikacji o wrestlingu, w tym Fightful, PWInsider i Wrestling Observer Newsletter, donosiło później, że komentarze Punka spowodowały bójkę pomiędzy Punkiem, Kennym Omegą, The Young Bucks i Ace’em Steelem – trenerem (producentem) AEW, który jest wieloletnim przyjacielem Punka.
W wyniku fizycznej kłótni następującej po wydarzeniach medialnych z All Out, prezes AEW, Tony Khan, zawiesił wszystkich zaangażowanych, w tym CM Punka, Ace’a Steela, Kenny’ego Omegę, The Young Bucks (Matta Jacksona i Nicka Jacksona), Pata Bucka, Christophera Danielsa, Michaela Nakazawę i Brandona Cutlera. 7 września, Khan otworzył odcinek Dynamite nagranym wcześniej wideo, ogłaszając, że mistrzostwa świata i trios zostały zwakowane ze skutkiem natychmiastowym. Mniej więcej w tym samym czasie Punk przeszedł operację lewego tricepsa po uszkodzeniu go podczas walki na All Out. O swoim zachowaniu na scrumie Punk powiedział później, że „nie podszedł do tego we właściwy sposób” oraz że był „rozczarowany” i „uraniony”, ponieważ wyczuł, że właśnie doznał kolejnej kontuzji.

#### Powrót i zwolnienie (2023)
CM Punk powrócił do AEW na debiutancki odcinek Collision 17 czerwca 2023 r. Podczas swojego promo trzymał czerwoną torbę, którą opisał jako zawierającą „coś, czego nigdy nie stracił”. W następnym miesiącu, Punk ujawnił zawartość torby, w której miał znajdować się pas Mistrzowski Świata AEW, który zdobył podczas gali All Out 2022. Później nazwał siebie „prawdziwym mistrzem świata”, ponieważ nigdy nie został pokonany w walce o tytuł, a następnie malował sprayem czarny X na środkowej płycie (X jest symbolem, którego Punk używał przez całą swoją karierę w odniesieniu do swojego stylu życia straight edge). Chociaż „Real World Championship” Punka nie zostało oficjalnie uznane przez AEW, Punk bronił tytułu w programach AEW. Na sierpniowej gali All In z sukcesem obronił „Real World Championship” przeciwko Samoa Joe w jego ostatniej walce w AEW.
Po gali szeroko donoszono, że Punk był zamieszany w sprzeczkę za kulisami z Jackiem Perrym w związku z komentarzami, które Perry wygłosił podczas swojego meczu wcześniej w programie, co samo w sobie było nawiązaniem do tego, że Punk zaprzeczył prośbie Perry’ego o użycie prawdziwego szkła w swoich segmentach w Collision. Po przeprowadzeniu dochodzenia w sprawie sprzeczki przez AEW, 2 września Punkowi rozwiązano kontrakt z AEW z uzasadnionego powodu, na mocy jednomyślnej rekomendacji zarówno komisji dyscyplinarnej AEW, jak i zewnętrznego doradcy prawnego. Zakończenie działalności Punka zostało ogłoszone na platformie X na oficjalnym koncie AEW, a także ogłoszono podczas otwarcia wieczornego odcinka Collision, gdzie prezes i dyrektor generalny AEW Tony Khan stwierdził, że „incydent był godny pożałowania i zagroził ludziom za kulisami”. Później stwierdził: „Nigdy w całym [tym] czasie, aż do ostatniej niedzieli, nie czułem, że moje bezpieczeństwo, moje bezpieczeństwo, moje życie było zagrożone na gali zapaśniczej. Nie sądzę, żeby ktokolwiek powinien się tak czuć w pracy, ja nie sądzę, że ludzie, z którymi pracuję, powinni tak się czuć, a ja musiałam dziś dokonać bardzo trudnego wyboru”.

### Powrót do WWE (2023–)

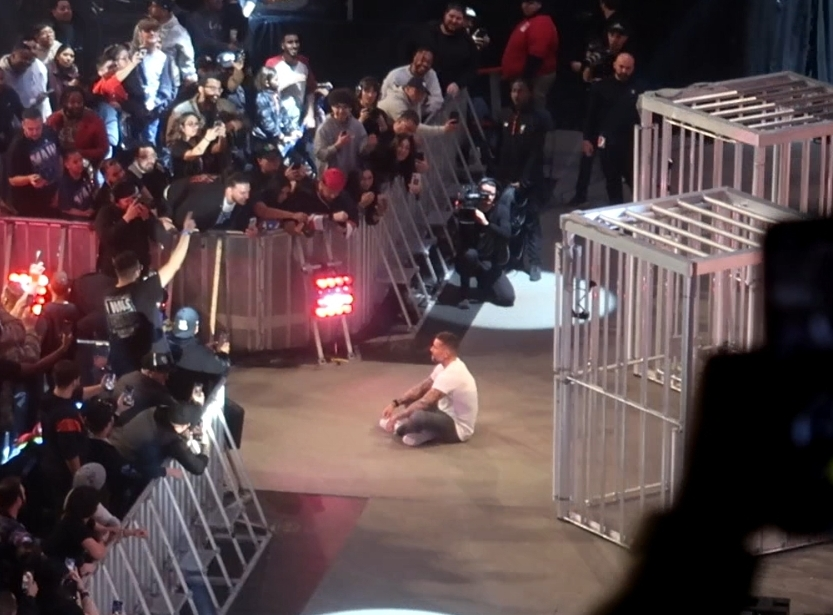
CM Punk na Survivor Series: WarGames w 2023

Chwilę po zakończeniu main eventu Survivor Series: WarGames, po ponad 9 latach przerwy, CM Punk powrócił do WWE, w swoim rodzinnym mieście Chicago (pomijając jego występy na WWE Backstage na Fox). Według reporterów obecnych na wydarzeniu jego powrót powitał „jeden z najgłośniejszych popów wszech czasów”. Po występach na Raw, specjalnym odcinku SmackDown "Tribute to the Troops" oraz na NXT Deadline, podpisał kontrakt z brandem Raw 11 grudnia na odcinku Raw. Następnie spotkał się z Sethem „Freakin” Rollinsem, zapowiadając potencjalną walkę i oficjalnie ogłosił swoje uczestnictwo w Royal Rumble matchu 2024. Następnego dnia, 12 grudnia, potwierdzono, że Punk będzie miał swoje pierwsze walki w WWE, walcząc z „Dirty” Dominikiem Mysterio podczas WWE Live Holiday Tour, najpierw w Madison Square Garden w Nowym Jorku 26 grudnia, a następnie w Kia Forum w Inglewood w Kalifornii 30 grudnia, gdzie oba wygrał Punk.
27 stycznia 2024 roku na Royal Rumble Punk stoczył swój pierwszy transmitowany w telewizji mecz WWE od 2014 roku, wchodząc z jako numer 27. podczas Royal Rumble matchu, w którym został wyeliminowany jako ostatni przez Cody’ego Rhodesa. Podczas meczu Punk doznał kontuzji zerwania prawego tricepsa, co uniemożliwiło mu występ w walce na WrestleManii XL, jednakże podczas tej gali został komentatorem walki o tytuł World Heavyweight Championship pomiędzy Sethem „Freakin” Rollinsem a Drew McIntyre’em.

## Kariera MMA
22 listopada 2014 podpisał kontrakt z Ultimate Fighting Championship (UFC) na walki w 2015 roku. Jednak z powodu wielu kontuzji jego debiut został przełożony na 2016 rok. Trenował w klubie Roufusport. Zadebiutował na gali UFC 203, która odbyła się 10 września w Cleveland. Rywalem CM Punka był Mickey Gall. Punk przegrał tę walkę. Jego druga walka miała miejsce 9 czerwca 2018 i była przeciwko Mike’owi Jacksonowi. Tym razem przegrał z powodu jednogłośnej decyzji sędziów. Po tej walce prezes UFC Dana White powiedział, że CM Punk prawdopodobnie już nie zawalczy w UFC.
8 listopada 2018 podpisał kontrakt z organizacją Cage Fury Fighting Championships (CFFC), w której pracuje jako komentator.

### Lista zawodowych walk MMA
| Wynik     | Bilans  | Przeciwnik   | Rozstrzygnięcie                | Runda | Czas | Rozgrywki | Data       | Miejsce           | Uwagi |
| --------- | ------- | ------------ | ------------------------------ | ----- | ---- | --------- | ---------- | ----------------- | --- |
| Przegrana | 0–1 (1) | Mike Jackson | NC (odwrócona decyzja)         | 3     | 5:00 | UFC 225   | 9.06.2018  | Chicago, Illinois | Pierwotnie zwycięstwo Jacksona jednogłośną decyzją; odwrócono decyzję po pozytywnym wyniku testu na obecność marihuany. |
| Przegrana | 0-1     | Mickey Gall  | Poddanie (duszenie zza pleców) | 1     | 2:14 | UFC 203   | 10.09.2016 | Cleveland         | debiut w MMA |

## Życie prywatne
13 czerwca 2014 poślubił profesjonalną zapaśniczkę April Mendez, lepiej znaną pod pseudonimem ringowym AJ Lee. Przed związkiem z Mendez spotykał się z wieloma innymi wrestlerkami, m.in. z Marią Kanellis, Barbarą Blank, Mickie James, Elizabeth Kociański oraz Amy Dumas, która była jego partnerką dwukrotnie – w latach 2009–2010 i 2012−2013.
Jest ateistą. Otwarcie deklaruje swoje liberalne poglądy. Wspiera prawa osób LGBT, a także małżeństwa par jednopłciowych. Podobnie jak odgrywana przez niego postać żyje zgodnie z doktryną ruchu straight edge, co oznacza m.in. niespożywanie alkoholu i niezażywanie narkotyków.

## Mistrzostwa i osiągnięcia
- International Wrestling Cartel

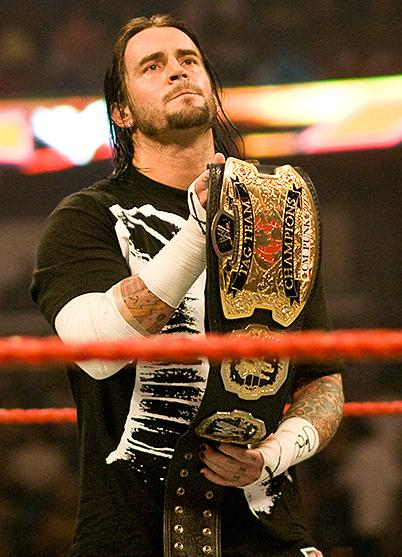
CM Punk pozujący z mistrzostwem WWE Tag Team Championship

  - IWC World Heavyweight Championship (1 raz)
- IWA Mid-South
  - IWA Mid-South Heavyweight Championship (5 razy)
  - IWA Mid-South Light Heavyweight Championship (2 razy)
- Mid American Wrestling
  - MAW Heavyweight Championship (1 raz)
- National Wrestling Alliance Cyberspace
  - NWA Cyberspace Tag Team Championship (1 raz) – z Julio Dinero
- Ohio Valley Wrestling
  - OVW Heavyweight Championship (1 raz)
  - OVW Southern Tag Team Championship (1 raz) – z Sethem Skyfire
  - OVW Television Championship (1 raz)
- Ring of Honor
  - ROH Tag Team Championship (2 razy) – z Coltem Cabaną
  - ROH World Championship (1 raz)
- Steel Domain Wrestling
  - SPCW Northern States Light Heavyweight Championship / SDW Television Championship (1 raz)
- World Wrestling Entertainment
  - ECW Heavyweight Championship (1 raz)[1]
  - Slammy Award za nikczemność[10]
  - World Heavyweight Championship (3 razy)
  - World Tag Team Championship (1 raz) – z Kofim Kingstonem
  - WWE Championship (2 razy)
  - WWE Intercontinental Championship (1 raz)
- Pro Wrestling Illustrated
  - Feud roku (2011)
  - Najpopularniejszy zawodnik roku, najlepszy face (2011)
  - PWI 500 – 1. miejsce (2012)
  - Zawodnik roku (2011)
- Wrestling Observer Newsletter
  - Najlepszy feud (2009, 2011)
  - Najlepszy gimmick (2009, 2011)
  - Najlepszy podczas wywiadów (2011, 2012)
  - Najlepsza walka w wrestlingu (2011)[1]